# Впорядкована множина
Впорядко́вана множина́ — множина для будь-яких двох елементів {\displaystyle a}, {\displaystyle b} якої встановлено одне з наступних відношень порядку:

або {\displaystyle a\leq b} ({\displaystyle a} не перевищує {\displaystyle b}),

або {\displaystyle b\leq a} ({\displaystyle b} не перевищує {\displaystyle a}),

з наступними властивостями:
1. рефлексивність: будь-який елемент множини не перевершує самого себе;
2. антисиметричність: якщо {\displaystyle a} не перевершує {\displaystyle b}, а {\displaystyle b} не перевершує {\displaystyle a}, то елементи {\displaystyle a} і {\displaystyle b} збігаються;
3. транзитивність: якщо {\displaystyle a} не перевершує {\displaystyle b}, а {\displaystyle b} не перевершує {\displaystyle c}, то {\displaystyle a} не перевершує {\displaystyle c}.

## Впорядкування множин
Порожню множину домовилися вважати впорядкованою. У сформульованому вище визначенні впорядкованої множини, елементами якої можуть бути об'єкти будь-якої природи, знак {\displaystyle \leq } читається «не перевершує». Звичне читання і сенс цей знак (як знак «менше або дорівнює») набуває в разі, коли елементи множини — числа.
Дві множини, складені з одних і тих же елементів, але з різними відношеннями порядку, вважаються різними впорядкованими множинами.
Одну і ту ж множину можна впорядкувати різними способами, одержуючи тим самим різні впорядковані множини. Наприклад, розглянемо множину, елементами якої є різні опуклі багатокутники: трикутник, чотирикутник, п'ятикутник, шестикутник і т. д. Один спосіб утворення впорядкованої множини з даної невпорядкованої множини може, наприклад, полягати в тому, що як перший елемент впорядкованої множини ми беремо трикутник, як другий — чотирикутник, третій — п'ятикутник і т. д., тобто впорядковуємо множину в порядку зростання числа внутрішніх кутів багатокутників. Множина багатокутників може бути впорядкована й іншим способом, наприклад перерахуванням багатокутників у порядку зростання площ, коли першим вибирається багатокутник, що має найменшу площу, а другим — багатокутник з площею, що не перевищує площу усіх інших, окрім вже вибраного, і т. д.

## Запис впорядкованих множин
Впорядковані (скінченні або такі, елементи яких можна перерахувати) множини часто записують, розташовуючи їхні елементи в заданому порядку в круглих дужках.
Наприклад, записи 
|  | (1; 2; 3) та (2; 1; 3) | (1) |

задають різні скінченні впорядковані множини, які можна отримати з однієї і тієї ж множини {1; 2; 3}, впорядковуючи її двома різними способами. Для запису скінченної впорядкованої множини у вигляді, аналогічному (1), необхідно вказати перший елемент впорядкованої множини і вказати порядок (правило) розташування наступних елементів.